# دمینه غربی
دمینة الغربیة یک منطقهٔ مسکونی در سوریه است که در Al-Qusayr واقع شده‌است.

## خصوصیات
دمینة الغربیة ۱٬۰۱۲ نفر جمعیت دارد.